# Thalamoporella vavauensis
Thalamoporella vavauensis är en mossdjursart som beskrevs av Soule, Soule och Chaney 1999. Thalamoporella vavauensis ingår i släktet Thalamoporella och familjen Thalamoporellidae. Inga underarter finns listade i Catalogue of Life.